# それでも、生きてゆく
『それでも、生きてゆく』は、2011年7月7日から9月15日まで毎週木曜日22:00 - 22:54に、フジテレビ系の「木曜劇場」枠で放送された日本のテレビドラマ。完全オリジナルストーリーで脚本の坂元裕二による書き下ろし作品。主演は瑛太。

## 概要
ある事件によって悲しみを背負った人たちの出会いをきっかけに、それまで時間の止まっていた家族たちが悲しみを乗り越え、明日への希望を見出そうと生きていく姿を描く作品。
主演の瑛太は木曜劇場では『素直になれなくて』以来、1年振りの主演となる。また、満島ひかり演じる双葉の兄であり、殺人犯を演じる風間俊介は民放の現代劇での連続ドラマレギュラー出演は10年ぶりであった。加えて、参加スタッフでは、長らくバラエティ番組の制作に携わってきた石井浩二は今作がドラマ制作部へ異動後、初の連続ドラマプロデュース。辻井伸行は今作で初めてドラマ音楽を手がける。
番組のオープニングで流れるタイトルバックは「想い」というテーマの元、ドラマディレクターの並木道子が手掛けている。この映像は各々の話で毎回異なる映像を使用している。
また、本作は長野県や静岡県などを中心にロケ中心で撮影が行われている。その他、茨城県や広島県因島などでもロケが行われた。

## あらすじ
1996年夏、深見洋貴の妹・亜季が洋貴の友人である少年Aこと三崎文哉によって殺害された。この事件によって深見家は家庭崩壊し、洋貴は父とともに釣り船屋で働いて過ごしていた。
一方、少年Aの家族は密告者からの嫌がらせをいたるところで受け、そのたびに引っ越しを繰り返していた。父親は子供のために母と離婚し、子供に母親の姓を名乗らせるなどの対応をしていた。
そして、2011年夏。洋貴の前に一人の女性が現れる。その女性こそ、少年Aの妹、双葉だった。双葉のことを知らなかった洋貴は初めその雰囲気から「自殺志願者」と感じ、自分の境遇・殺害された妹のことを話そうとするのだが…。

## 登場人物

### 深見家（被害者家族）
深見 洋貴〈29〉
演 - 瑛太（少年期：私市夢太）
主人公。親友の少年Aによって殺害された少女の兄。釣り船屋「ふかみ」で父と働いている。
母から妹の世話を頼まれていたが約束を守らなかった結果、妹が殺害されたことに今でも自責の念を持っていた。
妹の死から15年が経過してその顔もはっきり思い出せなくなっていたが、父親の件をきっかけに妹への愛と、親友であった少年Aへの憎しみが募り、復讐を決意することになる。
家庭崩壊によって15年間、誕生日やクリスマスなどを家族で祝うこともなく心は荒んでしまい、なぜ少年Aが犯行に及んだのかを考えている。
双葉を知らずにいた当初は「自殺志願者」と思い接していたが、少年Aの妹と告白されると彼女を「敵」とみなすようになる。しかし、被害者家族と加害者家族が同じように苦しみと悲しみを抱えながら生活していることに気づき、双葉を恨めなくなる。
深見 達彦〈55〉
演 - 柄本明
洋貴、耕平、殺害された少女の父。洋貴とともに暮らしている。
妻・響子に「亜季のことを忘れろ、また子供を作ればいいじゃないか」という発言をしたことが怒りを買い、別離することになった。
しかし、自らは亜季のことを忘れられなかったうえ、亜季が危険な目に遭っているという不安を事件当日に感じながら何もしなかったことを悔いていた。
1年前に癌の告知を受けて死期を悟る中、少年Aの看護師から彼の絵を受け取り、反省も更生もしていないと憤りを感じ、復讐をすることを洋貴に告げたが、果たされることなく亡くなる。
日垣（深見） 耕平〈26〉
演 - 田中圭（少年期：西野隼人）
洋貴の弟で、殺害された少女の兄。結婚して他家の婿養子となっている。洋貴同様、加害者家族への憎しみを持っているが、「失ったものを数えても仕方ない」と割り切っている。
兄に対してはとにかく嫌みを言いまくり、電話を邪魔するような悪戯を真顔で行う。また、兄の不甲斐なさにも失望している。何かにつけて漫画作品の台詞を引用して兄を諭す。
日垣 由佳〈25〉
演 - 村川絵梨
耕平の妻。
日垣 涼太
演 - 竹部有紗
由佳と耕平の息子。
日垣 誠次〈57〉
演 - 段田安則
耕平の義父で、由佳の父。
深見 亜季〈享年7〉
演 - 信太真妃
少年Aに金槌で撲殺された少女。
野本（深見） 響子〈55〉
演 - 大竹しのぶ
洋貴、耕平、殺害された少女の母。夫・達彦に不用意な発言をされたことで別離。現在は耕平の婿養子先で暮らしている。
興信所などを利用し、加害者家族である三崎家へ無言電話や中傷ビラを撒き嫌がらせを行っていた張本人。
亜季が殺害されたことで「自分も死んだ」と考え、加害者家族への怒りを嫌がらせによって自らの生きがいとしていた。
その一方、亜季が殺害される前に少年Aに何をされていたのかを知ることに恐怖していたが、検死調書を確認することで亜季が何もされていなかったことを知ったうえ、調書を手に入れた洋貴や亡父とのわだかまりも小さくなった。

### 三崎家（加害者家族）
遠山（三崎） 双葉〈25〉
演 - 満島ひかり（少女期：山本舞香）
少女を殺害した少年Aの妹。加害者家族ということで母親の旧姓を名乗る。就職してOLとなったが、現在はアルバイトなどで生計を立てている。
引っ越しを繰り返すがそのたびに密告が入り、嫌がらせが続いていたため、被害者家族が密告をしているのではないかと疑う。止めてもらうようお願いするために家族に話すことなく、洋貴に近づく。
しっかり者の性格。幼少期はマスコミの好奇の目などにさらされ、「死んで謝れ」「一家心中しろ」などと言われながら耐え抜いた。そのため死にたいとも生きたいとも思ったことはない。兄のことを今でも慕っており、事件も冤罪ではないのかと思い続け、宛先が分からないまま手紙を書いていた。しかし、被害者家族の悲しみを見るにつけ、兄が罪を犯したという事実を受け止めていく。実は母親・隆美とは血がつながっていない。
雨宮 健二（三崎文哉）〈29〉
演 - 風間俊介（当時ジャニーズJr.）（少年期：佐々木亮輔）
洋貴の妹を殺害した少年A。当時未成年だったため、服役していない。
少年院を経て名前を変え、保護司のある果樹園農家に住み込みで働き、社会復帰していたが、のちに自分の正体を知られた真岐に対し傷害事件を起こす。サイコパス気質であり、今でも何らかの幼児に対する異常性を感じる。双葉にとっては動物好きでとても優しい青年であったという。実は母親・隆美とは血がつながっていない。
三崎 駿輔〈54〉
演 - 時任三郎
少女を殺害した少年Aと双葉、灯里の父。国立大卒で、精密機器メーカーの課長だったが、事件を機に退職を余儀なくさせられ、それ以降は職を転々とする。加害者家族であることにあきらめを感じている。出所した少年Aに実際には会ったことがあるものの、自分たちの生活が壊れることを恐れ少年Aを見捨てた。
遠山（三崎） 隆美〈55〉
演 - 風吹ジュン
少女を殺害した少年Aと双葉、灯里の母。子供たちのために離婚して旧姓を名乗るが、家族一緒に行動している。実は少年Aと双葉とは血がつながっていない。
遠山（三崎） 灯里〈15〉
演 - 福田麻由子
双葉の妹。
事件直後に生まれたため、事件のことを一切知らず、加害者の家族という意識も希薄なので、深見家からの嫌がらせに辟易しており、自分達が一方的な被害者だと思っている。
三崎 雅美
演 - 関根洋子（故人 / 写真）
文哉と双葉の産みの母親。文哉がまだ幼いときにベランダから転落死する。
三崎 泰子
演 - 森康子
寝たきりで介護が必要な駿輔の母親。逃亡生活で十分な世話ができないと判断したため、特別養護老人ホームの海寿園に入れる。
遠山 悟志
演 - 山田明郷
隆美の兄。電話などの嫌がらせから逃れるために兄から母屋の離れを借り、身を寄せる。

### 果樹園農家 草間ファーム
少年Aが更生のため働いている農家。
草間 真岐〈31〉
演 - 佐藤江梨子
健二が働く果樹園農家の主の娘。
離婚し、家業を手伝っており、当初は健二に想いを寄せていたが、彼の正体が少年Aだと紗歩から聞かされると、娘の悠里が襲われるのではないかと恐れ彼を警戒した末に傷害事件に遭い入院。
臼井 紗歩〈24〉
演 - 安藤サクラ
果樹園農家にやってきた健二の過去を知る女性。彼の正体が少年Aだと真岐が知るきっかけとなった。
草間 五郎〈62〉
演 - 小野武彦
少年Aである三崎文哉（雨宮健二）を受け入れた果樹園農家の主。昔は悪さばかりしていたのでその「罪滅ぼし」のため、出所した人間を雇っている。ただし、真岐の娘のことを考え、当初は子供を殺害した文哉の受け入れを断っていた。
草間 悠里
演 - 原涼子
真岐の娘。健二になついて凧揚げなど楽しそうに遊んでいる。

### その他
藤村 五月〈25〉
演 - 倉科カナ
洋貴が知り合った、別の事件の被害者家族。
東 雪恵
演 - 酒井若菜（第6 - 7話）
東京医療少年院で文哉を担当していた看護師。現在は弁当屋で働いていたが、洋貴の顔を見ると顔色を変えて逃げだした。
文哉と一時期交際して妊娠するが、文哉の手によって流産してしまう。
高田 進一郎
演 - でんでん
少年Aの保護司。少年Aに果樹園農家を紹介しその後、病気を患い死亡する。

### ゲスト

#### 第1話
西口
演 - 林谷健矢（第3話）
洋貴の少年期時代の友達。亜季が殺害される当日、洋貴を誘ってレンタルビデオ屋でアダルトビデオを借りて文哉の家で見ようとしていた。
静岡県警 刑事
演 - 針原滋（第2話）
釣り客
演 - 田野良樹、青木一平
ウェイトレス
演 - 関根順子、芝井美香（第9話）
ファミリーレストラン Sun Lake（さんれ〜く）のウェイトレス。双葉もかつてこのお店のチェーン店でアルバイトをしていた。

#### 第2話
静岡県警 刑事
演 - 今谷フトシ
地元地域警察官
演 - 田中登志哉
行方不明になっている凛花の特徴を記載したチラシをどこかに貼って欲しいと依頼に来る。
野田 凛花〈8〉
演 - 飯島緋梨
行方不明になっている女の子。
報道リポーター
演 - 木村英里
野田凛花ちゃん行方不明事件を報道したアナウンサー。
双葉の友達
演 - 川嶋紗南
双葉の小学生時代の友人。

#### 第3話
平田
演 - 桜井聖
IDC興信所。

#### 第4話
香本 房江
演 - 梅沢昌代
亜季が通っていた習字教室の先生。加害者家族の三崎駿輔に怒りをあらわにする。

#### 第5話
元看護師
演 - 村岡希美
洋貴が東京医療少年院で文哉を担当していた東雪恵について話を聞きに行く。

#### 第6話
東 春美
演 - 上岡紘子
雪恵の実母。洋貴の脅しに屈し、娘の居場所を教える。
紗歩の彼氏
演 - 坂本爽
紗歩を口車に乗せ、健二の預金通帳を盗むよう指示する。

#### 第7話
川藤
演 - 宮田早苗
東京医療少年院看護師。配属間もない雪恵を指導する。
東京医療少年院 院長
演 - 花ヶ前浩一

#### 第8話
医師
演 - 川渕良和
袖ヶ浦南病院の医師。
看護師
演 - 穂花（第9話）
袖ヶ浦南病院の看護師。
刑事
演 - 井上肇、千葉誠樹、杉山夕（第9話）
袖ヶ浦警察署の刑事。

#### 第10話
村上 威夫 / 村上 美代
演 - 織本順吉 / 大森暁美
島に住み農家を営む文哉、双葉の祖父母。雅美が島を出てからは一度も会っていない。
主人
演 - 菅原大吉
大らかな性格をした定食屋の主人。

#### 最終話
刑務官
演 - 骨川道夫
面会に立ち会う刑務官。
スリーセブン（レンタルビデオ）店員
演 - 高仁和絵

## 受賞歴・評価

### 受賞歴
- ギャラクシー賞・2011年9月度月間賞を受賞[3]
- 第49回ギャラクシー賞上期入賞
- 第70回ザテレビジョンドラマアカデミー賞[4][5]
  - 最優秀作品賞
  - 主演男優賞（永山瑛太）
  - 助演女優賞（大竹しのぶ）
  - 助演男優賞（風間俊介）
  - 脚本賞（坂元裕二）
  - 監督賞（永山耕三、宮本理江子、並木道子）
  - このほか、助演女優賞で満島ひかりが2位
- 第62回芸術選奨新人賞放送部門受賞（坂元裕二『さよならぼくたちのようちえん』（日本テレビ）とあわせて）[6][7]
- 第49回ギャラクシー賞 選奨受賞
- 東京ドラマアウォード2012
  - 作品賞・優秀賞受賞[8]
- 日本放送映画芸術大賞
  - 助演男優賞『それでも、生きてゆく』(風間俊介)[9]

### 評価
- テレビドラマ史、現代演劇の研究・批評を専門とする早稲田大学教授の岡室美奈子は本作について「設定自体は思い切った試みだが、両者の恨み辛みという言葉だけでは決して語ることのできない複雑な感情を回を重ねて丁寧に描いた傑作」と評し[10]、「ドラマ史に残るオールタイムベストドラマを選出する」という企画において本作を第2位に選出している[11]。

## スタッフ
- 脚本 - 坂元裕二
- 音楽 - 辻井伸行
- 演出 - 永山耕三、宮本理江子、並木道子
- 主題歌 - 小田和正「東京の空」（アリオラジャパン）

| - 助監督 - 木下悠貴 - 技術プロデュース - 小椋真人 - 撮影 - 小松忠信 - 照明 - 富沢宴令 - 音声 - 戸田裕生 - 映像 - 槌谷聡 - 録画 - 久保島春樹 - 編集 - 新井孝夫（アムレック） - ライン編集 - 伊藤裕之 - MA - 亀山貴之 - 選曲 - 藤村義孝（スポット） - 音響効果 - 川崎恵 - 編集デスク - 長谷川美和 - 美術プロデュース - 宮崎かおる - 美術デザイン - 荒川淳彦 - 美術進行 - 山下雅紀 - 大道具 - 大地研之 - 操作 - 和田幸政 - 建具 - 三田村賢 - 装飾 - 福田健太郎 - 持道具 - 佐々木ちほ - 衣裳 - 真鍋和子 - スタイリスト - 長瀬哲朗（ボン・イマージュ） - 衣裳デザイン - 伊藤佐智子 - メイク - 外山隼人 - 視覚効果 - 江崎公光 - 電飾 - 中園誠四郎 | - アクリル装飾 - 國母淳一 - 小道具印刷 - 石橋誉礼 - 植木装飾 - 原利安 - 生花装飾 - 牧島美恵 - フードコーディネーター - 住川啓子 - CGデザイン - 鈴木鉄平 - 編成 - 佐々木渉 - 広報 - 片山正康 - 広告宣伝 - 吉田和江 - ホームページ - 丸谷利一 - スチール - 新開雅哉 - スタント - 佐々木修平 - リサーチ - 喜多あおい - 取材協力 - 藤井誠二 - 法律監修 - 飯田豊浩 - 絵画協力 - 三杉レンジ - 警察監修 - 倉科孝靖（チーム五社） - 医療指導 - 恩田秀賢（日本医科大学付属病院） - 介護指導 - 針田進 - ラインプロデュース - 柴田圭子 - スケジュール - 初山恭洋 - 監督補 - 山本一男 - 演出補 - 高野舞 - プロデュース - 石井浩二 - プロデュース補 - 侭惠子 - 制作担当 - 竹井政章 - 制作主任 - 白井麻理、山田のぞみ |

- 制作著作 - フジテレビ

## 放送日程
| 各話                                                          | 放送日        | サブタイトル      | 演出       | 視聴率 |
| ------------------------------------------------------------- | ------------- | ----------------- | ---------- | ------ |
| 第1話                                                         | 2011年7月07日 | 禁断の出逢い…     | 永山耕三   | 10.6%  |
| 第2話                                                         | 2011年7月14日 | 想い、絶たれて…   | 永山耕三   | 09.2%  |
| 第3話                                                         | 2011年7月21日 | お母さんだから…   | 宮本理江子 | 07.4%  |
| 第4話                                                         | 2011年7月28日 | 明かされた真実…   | 並木道子   | 09.7%  |
| 第5話                                                         | 2011年8月04日 | 居場所を求めて…   | 永山耕三   | 09.5%  |
| 第6話                                                         | 2011年8月11日 | 招かれざる客      | 宮本理江子 | 08.1%  |
| 第7話                                                         | 2011年8月18日 | 心の闇について…   | 並木道子   | 09.0%  |
| 第8話                                                         | 2011年8月25日 | それぞれの覚悟    | 宮本理江子 | 08.8%  |
| 第9話                                                         | 2011年9月01日 | 心はどこにある?   | 永山耕三   | 10.1%  |
| 第10話                                                        | 2011年9月08日 | 対決の果てに      | 宮本理江子 | 08.9%  |
| 最終話                                                        | 2011年9月15日 | 光の方に向かって… | 永山耕三   | 10.1%  |
| 平均視聴率 9.3%（視聴率はビデオリサーチ調べ、関東地区・世帯） |               |                   |            |        |

## JAP18
2011年9月8日放送の第10話の中で、作中ストーリーの鍵となる15年前の事件が掲載された架空の週刊誌『MONDAY（マンデー）』がサブリミナル的に一瞬映し出されるシーンがあり、その表紙上部には「JAP18 美姿10ショット」と書かれていた。「JAP18」はアイドルグループ「AKB48」をもじったものとも思われるが、英語で日本人を侮蔑する人種差別用語「JAP」と、朝鮮語において英語の卑語「fuck」や「shit」に相当し、韓国では放送禁止用語でもある「シッバル（씨발）」とよく似た発音が近似し、ネット上では人を馬鹿にする際に「18」と表記することもある「シッパル（십팔）」（数字の「18」）を組み合わせた日本人への侮蔑語ではないかとの臆測を呼び、ネット上で炎上した。
9月10日の記事でJ-CASTニュースは、本件についてフジテレビ広報に問い合わせたところ、「土曜日なので担当者がおらず、コメントできない」とのことだったと報じている。
9月10日のガジェット通信記事は、架空の週刊誌に掲載された複数の人物名が実在する元慶應義塾大学ラクロス部のものであると報じた。
9月11日には韓国の国民日報が本件を報じた「“JAP18だなんて”…フジTVドラマ日本卑下疑惑」と題する記事を掲載し、さらにこの記事を報じたガジェット通信の記事がライブドアニュース、アメーバニュース、exciteニュースでも流された。
ネットユーザーから関与を疑われた助監督の木下悠貴は番組ブログに書かれていた内容から朝鮮語に堪能なことや、過去には自身のブログで「ジャップ」と発言するなどしていたことが発覚。助監督の知人と称して卒業アルバムをアップするものまで現れた。J-CASTニュースも、ネット上でこの架空の雑誌を制作したスタッフの情報探しが行われているとして、「○○○○ 豊満ボディ」「独占爽快撮り下ろし！○○○○」など、これに表記されていた複数の人物名をネットで検索すると、この助監督と同大学で同部活に所属していた人物、同大学の卒業生、現職フジテレビ社員等の実在の人物が検索され、またそれぞれの年齢が近いことなど、ただの偶然ではなく何らかの関係性があるのではないかと指摘している。また、問題とされた雑誌の号数がフジテレビ抗議デモがフジテレビ本社前で行われた8月21日と一致しており、このことも何らかの関連性があるのではないかとの見方もあるが、いずれにせよフジテレビは本疑惑について公式に見解を出していないため、意図の解明や今後の騒動の決着点は未だに提示されていない状態である。
なお、フジテレビはドラマ『花ざかりの君たちへ〜イケメン☆パラダイス〜2011』で原爆投下の翌日である8月7日に放送した第5話で、主演の前田敦子が広島に投下された原子爆弾のコードネームだった「LITTLE BOY」とプリントされたTシャツを着たシーンが問題視された「フジテレビ原爆名Tシャツ問題」も意図的だったのではないかと囁かれており、本件と合わせると、同年8月にフジテレビ系列の東海テレビで「怪しいお米 セシウムさん」などと流して番組が打ち切りになるほど社会問題となったセシウムさん問題レベルの不祥事とみることもできるいう意見もネット上にはあるなどとも報じられている。また「『それでも、生きていく』は良いドラマなだけに残念だ」とも一部では評された。